# Euderces sculpticollis
Euderces sculpticollis là một loài bọ cánh cứng trong họ Cerambycidae.